# Machaerota punctatonervosa
Machaerota punctatonervosa är en insektsart som beskrevs av Victor Antoine Signoret 1879. Machaerota punctatonervosa ingår i släktet Machaerota och familjen Machaerotidae.
Artens utbredningsområde är Sri Lanka. Inga underarter finns listade i Catalogue of Life.